# (17805) Švestka
(17805) Švestka – planetoida z pasa głównego asteroid okrążająca Słońce w ciągu 5 lat i 74 dni w średniej odległości 3 j.a. Została odkryta 30 marca 1998 roku przez Miloša Tichego, Zdenka Moraveca. Przed nadaniem nazwy planetoida nosiła oznaczenie tymczasowe (17805) 1998 FV72.